# Verkehr in Kuba
Der Verkehr in Kuba umfasst ein System aus Straßen-, Schienen-, Wasserwegen sowie Flughäfen.

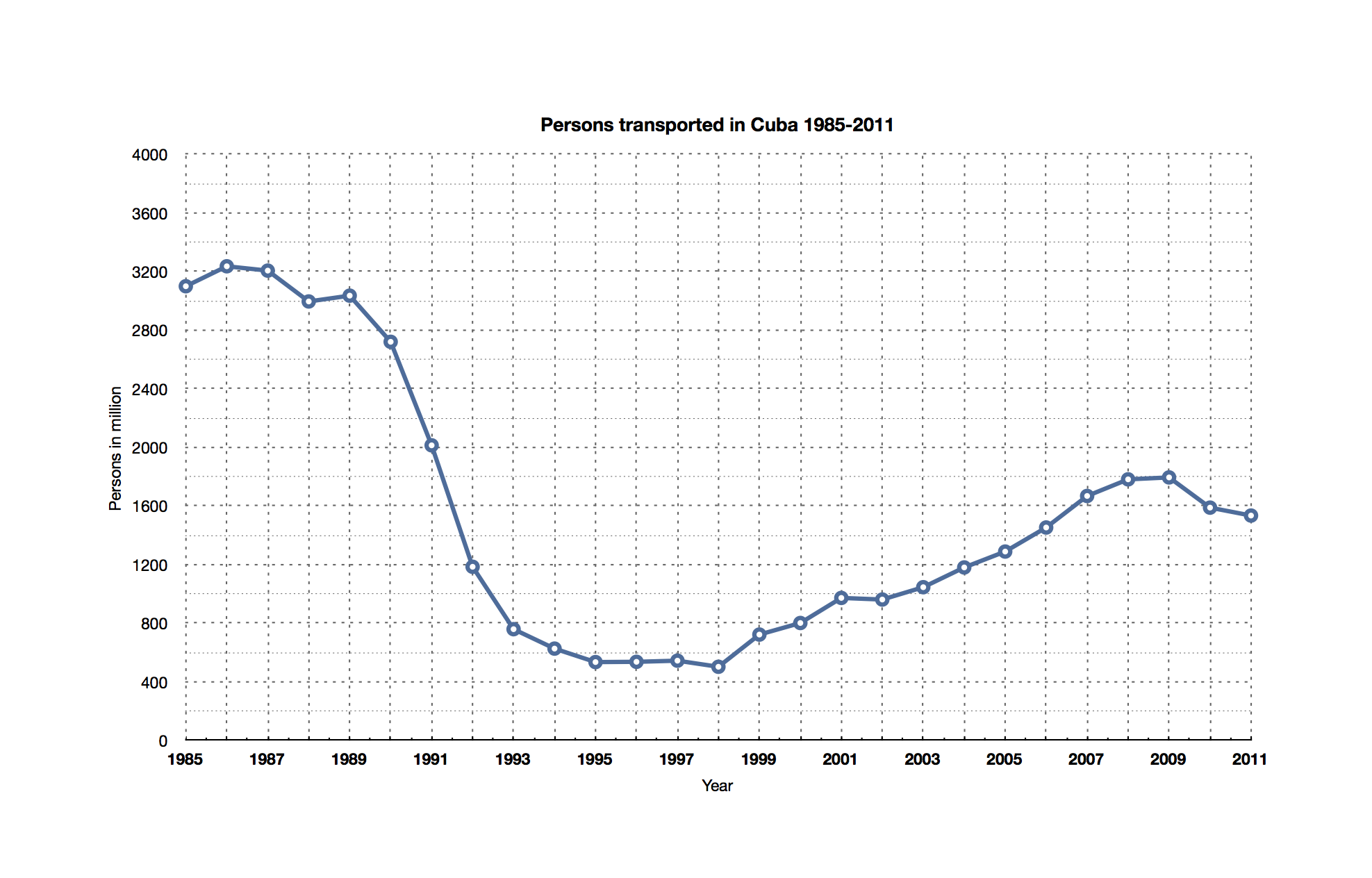
Anzahl der in Kuba beförderten Personen, 1985–2011

## Eisenbahn

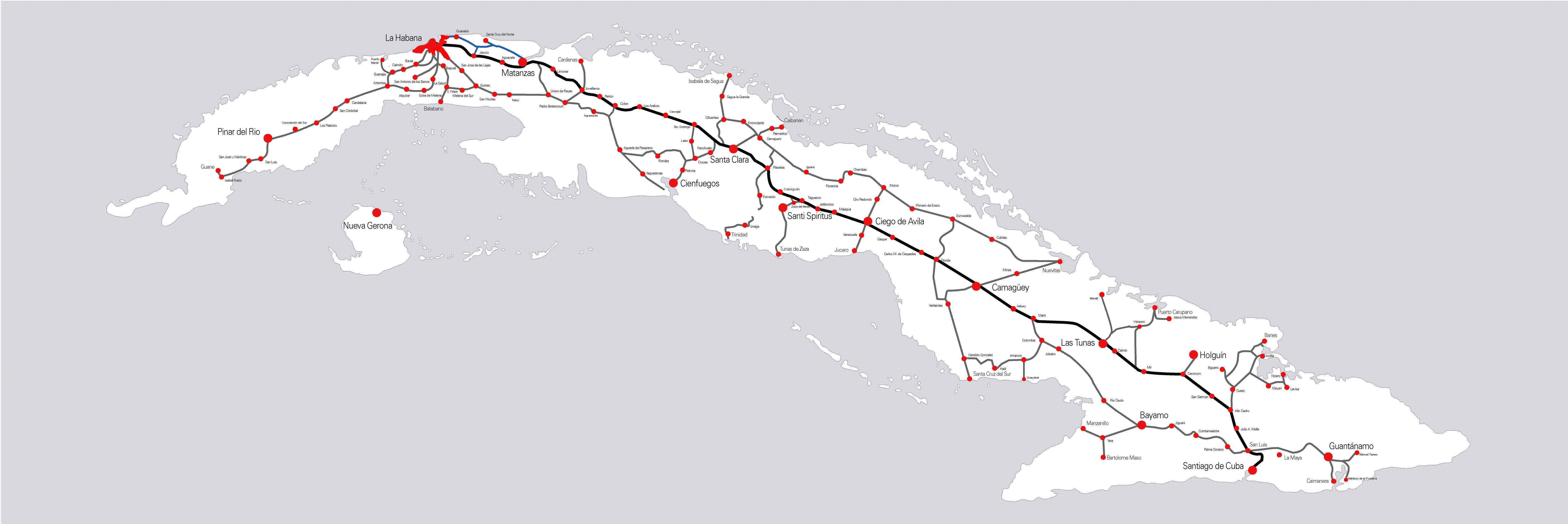
Netzwerk der Bahnlinien in Kuba

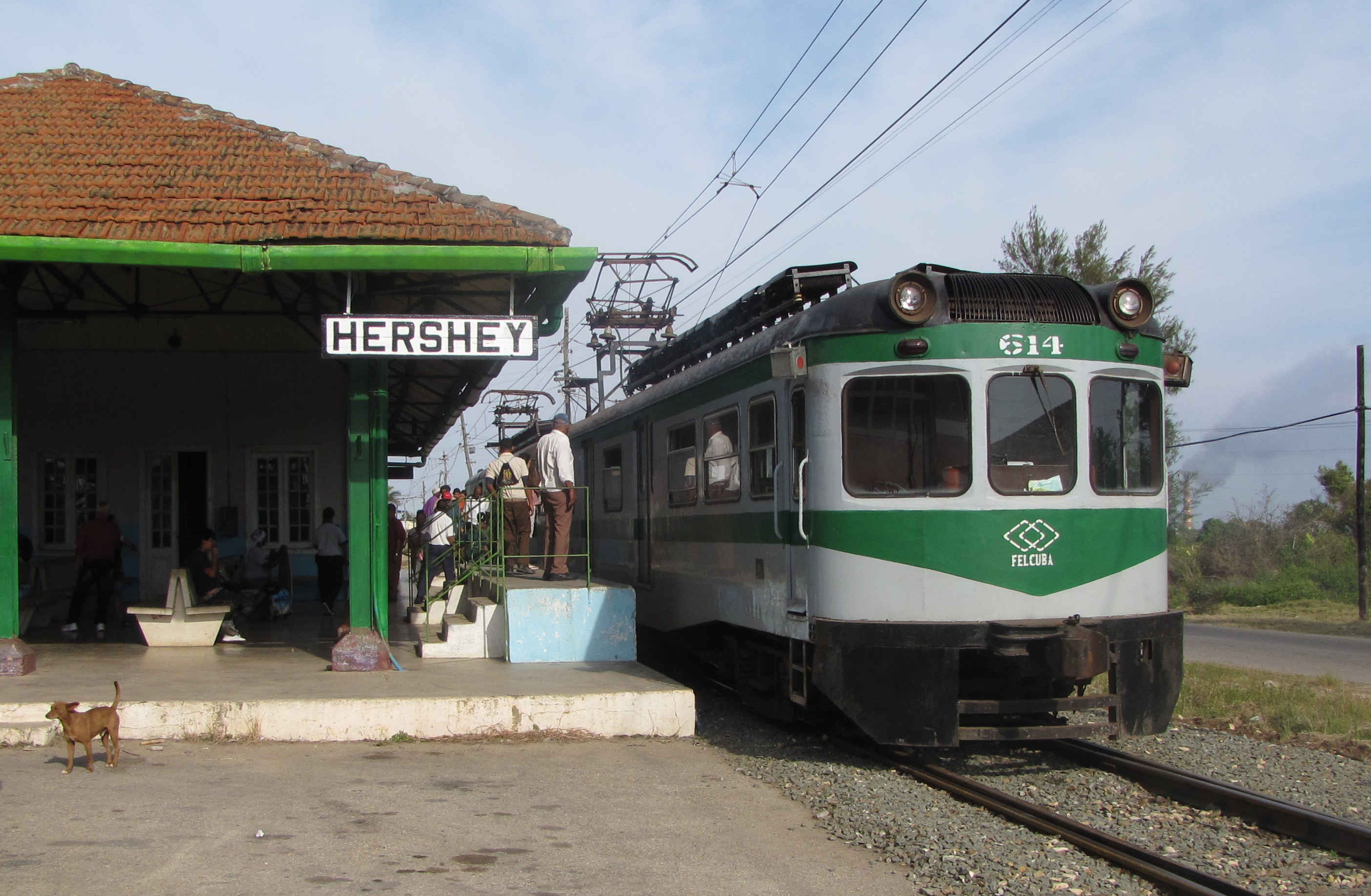
Hershey-Bahn

- Gesamtnetz: 11.968 km (4226 km + 7742 km)
- Reguläres Schienennetz (Normalspur): 4226 km; 140 km elektrifiziert
- Weitere 7742 km Schienenwege werden auf Zucker-Plantagen benutzt. 65 Prozent davon sind Normalspur, der Rest Schmalspurbahn (Stand 2003). 2010 betrug das Netz der Zuckerbahnen nur noch rund 5000 km und es wird weiter rationalisiert, wobei viele Strecken an die Staatsbahn UFC (Unión de Ferrocarriles de Cuba) übergehen.

In Kuba wurde die erste Eisenbahn des Spanischen Imperiums gebaut, noch bevor 1848 auf der Iberischen Halbinsel damit begonnen wurde. Obwohl die aktuell bestehende Bahninfrastruktur aus kolonialen bzw. früh-republikanischen Zeiten stammt, erfreut sich die Hauptstrecke zwischen Havanna und Santiago de Cuba steigender Zuverlässigkeit und Beliebtheit bei den Touristen, welche die Fahrkarten in konvertiblen Pesos erwerben müssen. Wie im öffentlichen Personenverkehr Kubas üblich, stammen die Fahrzeuge aus Zweiter Hand. Das Flaggschiff Tren francés („Französischer Zug“), der zwischen Havanna und Santiago verkehrt, wurde ursprünglich als Trans-Europe-Express (TEE) zwischen den Hauptstädten Paris und Amsterdam eingesetzt. Der Zug besteht nur noch aus 8–10 Waggons und einer Lokomotive aus chinesischer Produktion.
Die Hauptstrecken Habana – Pinar del Rio – Guane, Habana – Santiago de Cuba, Santa Clara – Morón – Nuevitas, Habana – Aguada de Pasajeros – Cienfuegos befinden sich zurzeit (Februar 2010) in Reparatur, einige Nebenlinien, wie Santa Clara - Sagua la Grande wurden bereits saniert.
Mit der Bestellung und Lieferung von inzwischen 62 neuen Lokomotiven aus China, die speziell für das kubanische Schienennetz gebaut wurden, hat sich die Verfügbarkeit deutlich verbessert. Sie werden hauptsächlich vor Personenzügen und Güterzügen im Fernverkehr eingesetzt. Der Tren francés zwischen Havanna und Santiago ist einer der Reisezüge, der regelmäßig mit diesen Fahrzeugen bespannt wird. Weitere Bestellungen von insgesamt 100 chinesischen Loks sowie 200 iranischer Reisezugwagen und ebenfalls iranischer Güterwagen wurden aufgegeben.

## Straßenverkehr
Das kubanische Straßennetz umfasst:
- Insgesamt: 60.858 km

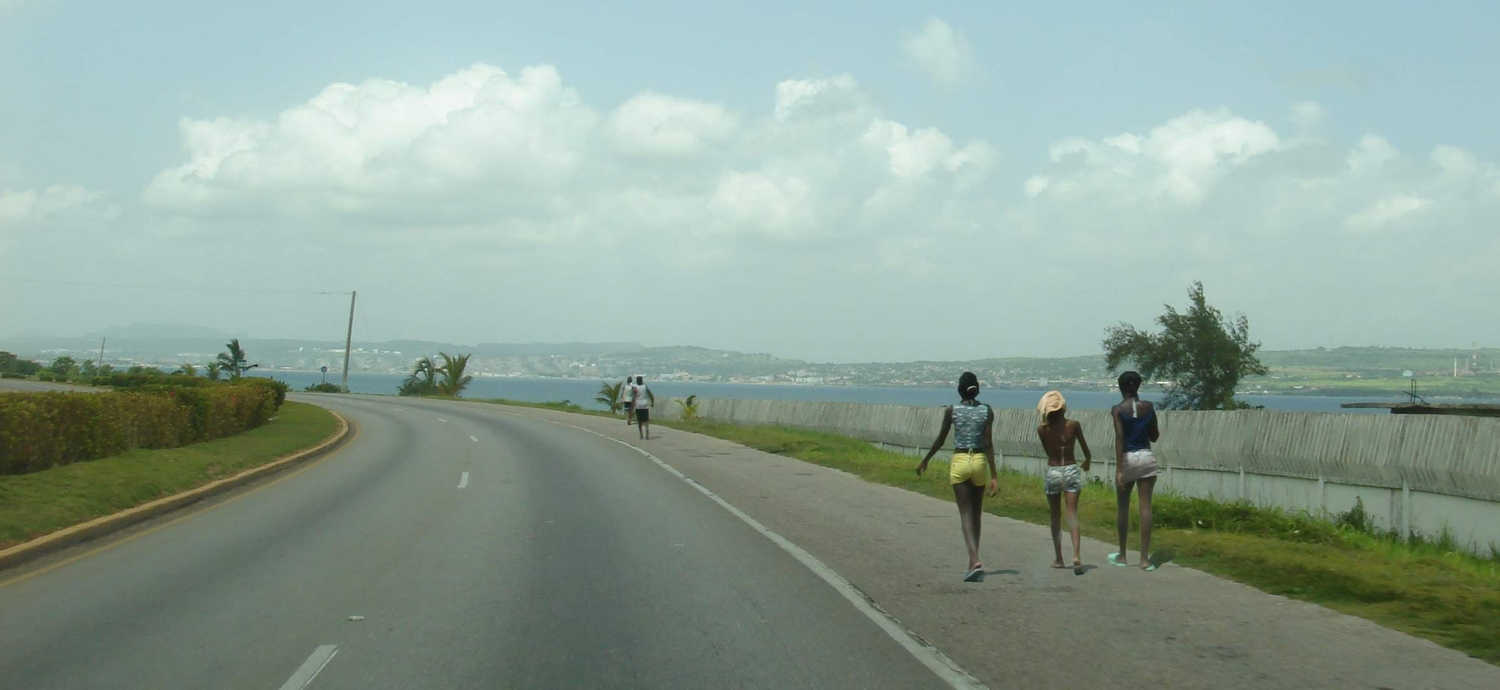
Schnellstraße Via Blanca nahe Matanzas

  - Befestigt: 29.820 km (inkl. 638 km Schnellstraße)
  - Unbefestigt: 31.038 km (Schätzung von 1999)

Das Gros der Schnellstraßen entfällt auf die Carretera Central sowie die Via Blanca und Via Azul, die alle schon vor der Revolution 1959 existierten.

### Pkw-Verkehr

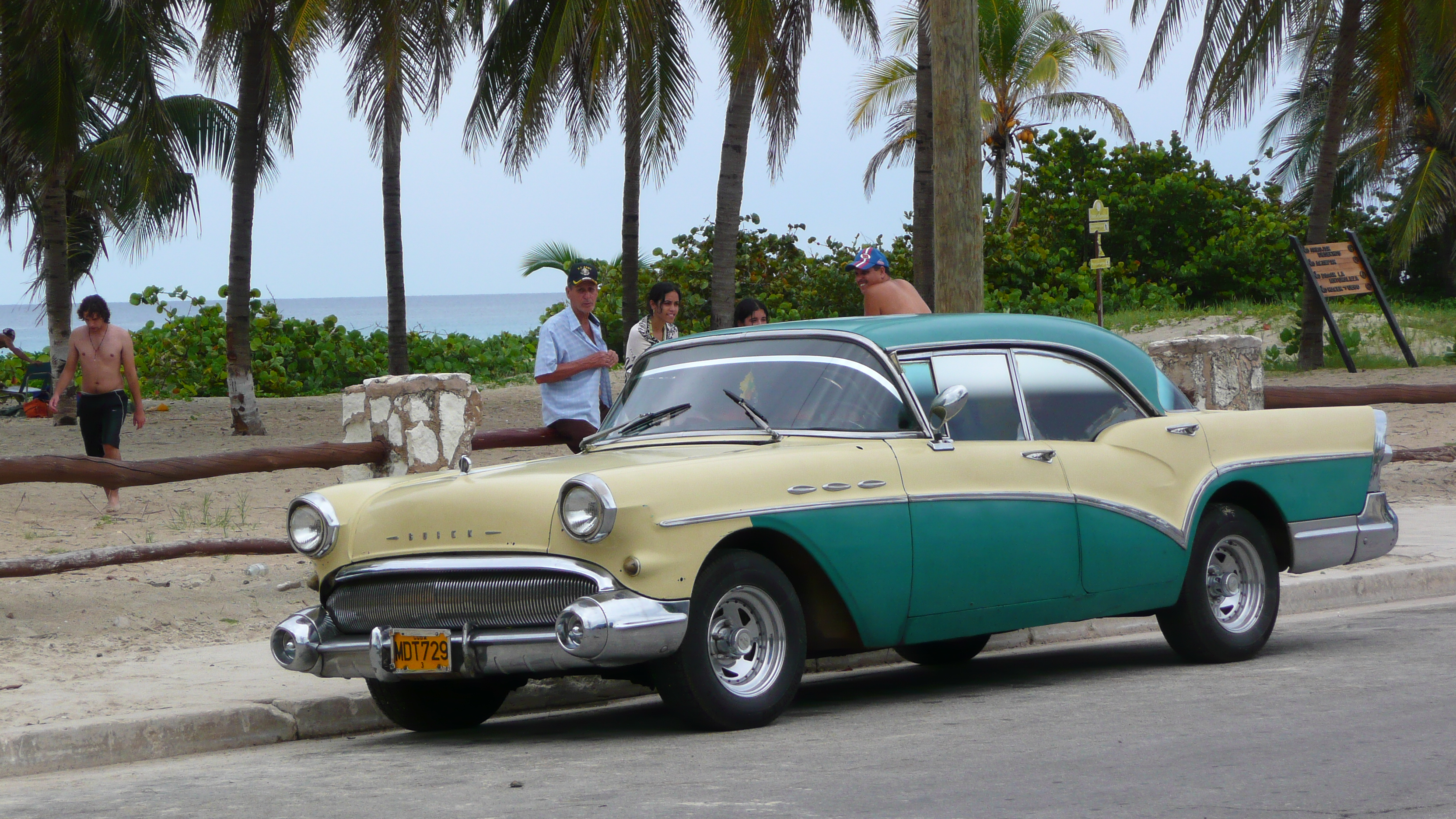
1957er Buick in Varadero

Mit dem Sieg der Revolution 1959 und dem anschließenden Embargo kam der bis dahin florierende Import US-amerikanischer Autos komplett zum Erliegen. Für Privatleute war es seitdem nicht mehr möglich, neue Fahrzeuge zu kaufen. Zwar wurden in der Folgezeit Neuwagen aus Osteuropa und neuerdings aus China importiert, doch blieben diese Fahrzeuge meist in staatlicher Hand und wurden nach strengen Regeln Regierungsmitgliedern, ranghohen Militärs und vereinzelt auch Ärzten, Anwälten oder Lehrern zugeteilt. Sie durften nicht verkauft oder vererbt werden. Diese Regeln galten nicht für die Fahrzeuge, die vor der Revolution bereits im Land waren. Deswegen werden die alten Fords, Chevys, Buicks und andere sorgfältig erhalten und gepflegt. Und damit prägen sie nach wie vor den spärlichen Autoverkehr auf Kubas Straßen. Seit Oktober 2011 ist der private Handel mit Gebrauchtwagen zwischen den Kubanern wieder legal. Der Staat behält allerdings sein Monopol beim Import von Neuwagen. Im Dezember 2013 wurde eine weitere Liberalisierung des Automarktes beschlossen, die ab 2014 schrittweise umgesetzt werden soll. So sollen die staatlichen Beschränkungen des Neuwagenkaufs für Privatpersonen wegfallen. Eine Genehmigung des Transportministeriums (carta de autorización) ist nicht mehr notwendig. Unter diese Regelung fallen Motorräder, Autos, Kleinlastkraftwagen und Kleinbusse. Die Preise sind jedoch exorbitant hoch. So kostet ein Peugeot 508 I 262.000 US-Dollar, rund achtfach teurer als in Europa. Laut Regierung sollen die Luxusaufschläge der Modernisierung des öffentlichen Nahverkehrs zugutekommen.

### Fernverkehrsbusse
Es gibt zwei verschiedene Netze von Fernverkehrsbussen in Kuba: Zum einen Viazul-Busse, die zwischen den Touristenstädten verkehren und ausschließlich in Devisen bezahlt werden können sowie die hauptsächlich für Kubaner bestimmten ASTRO-Busse, die ein wesentlich dichteres Streckennetz aufweisen und vor allem für die kubanische Bevölkerung bestimmt sind und in Moneda nacional bezahlt werden können und dadurch wesentlich preiswerter sind, als die Viazul-Busse.
Beide Gesellschaften verkehren inzwischen mit modernen, klimatisierten Fernreisebussen des chinesischen Herstellers Yutong. Mit deren Einführung im ASTRO-Netz stiegen auch die Fahrpreise für die Kubaner deutlich an, was bei den dort üblichen sehr niedrigen Einkommen ein Problem darstellt.
Zwischen den Jahren 2019 und 2024 ging die Verfügbarkeit von Fernverkehrsbussen für die Bevölkerung um die Hälfte zurück. Gab es 2019 noch 464 verfügbare Busse, so ging die Zahl bis 2024 auf 239 zurück.

### Stadtbusse

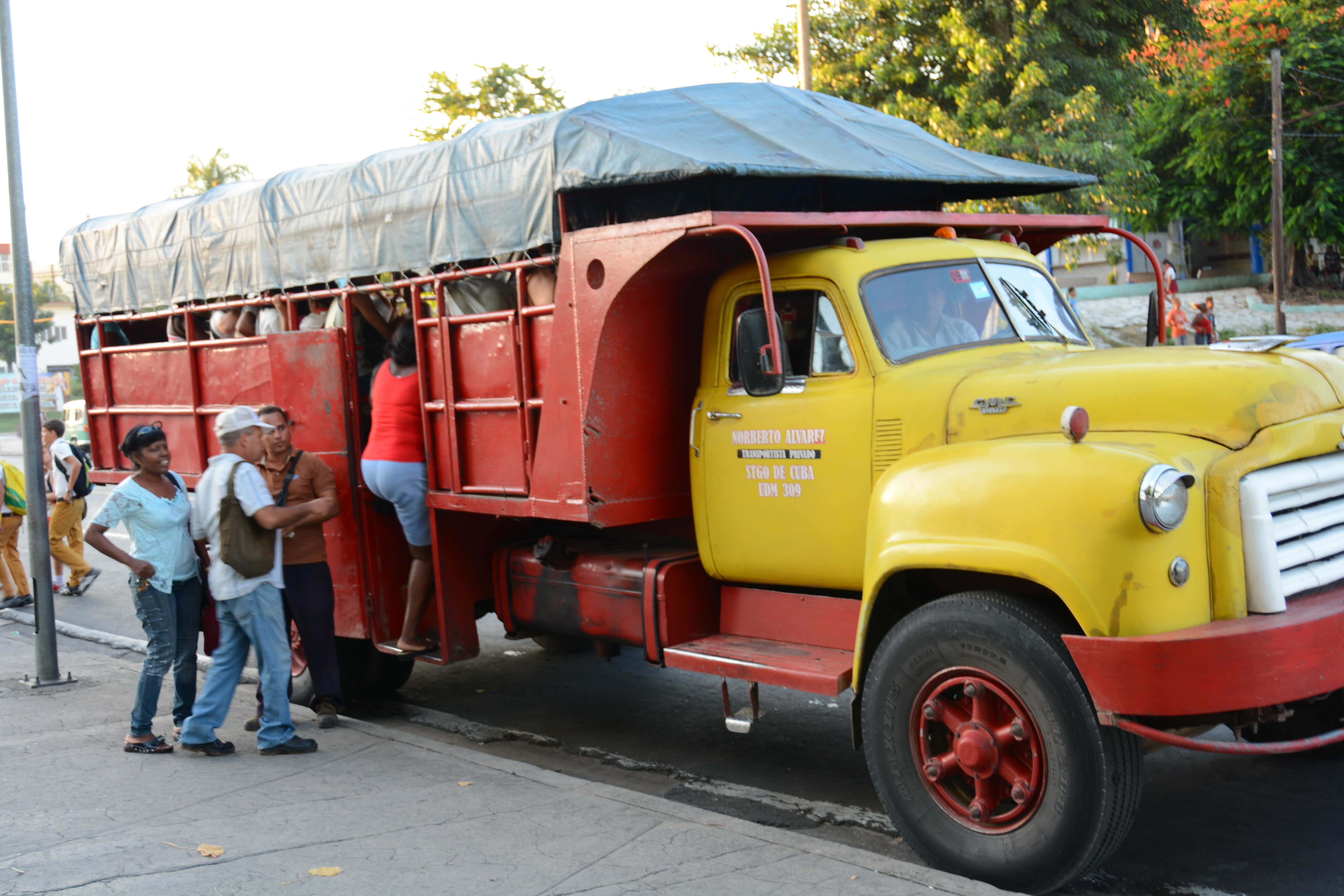
LKW-Bus in Santiago de Cuba

In Havanna wird der städtische Personennahverkehr mit Hilfe einer farbigen Auswahl importierter Busse aus der Sowjetunion oder Kanada betrieben. Die meisten dieser Fahrzeuge sind aus zweiter Hand, wie beispielsweise die 1500 ausgemusterter holländischen Busse, die Mitte der 1990er Jahre an Kuba gespendet wurden. Auch Exemplare der in ganz Nordamerika üblichen gelben Schulbusse, die aus Kanada importiert wurden, sind in kubanischen Städten zu sehen. Die berühmten Sattelzug- oder Kamelbusse, die bis zu 200 Passagiere befördern können, wurden in Havanna im April 2008 ausgemustert und verkehren nun in den Provinzen des Landes. Sie wurden durch chinesische Yutong-Busse ersetzt.

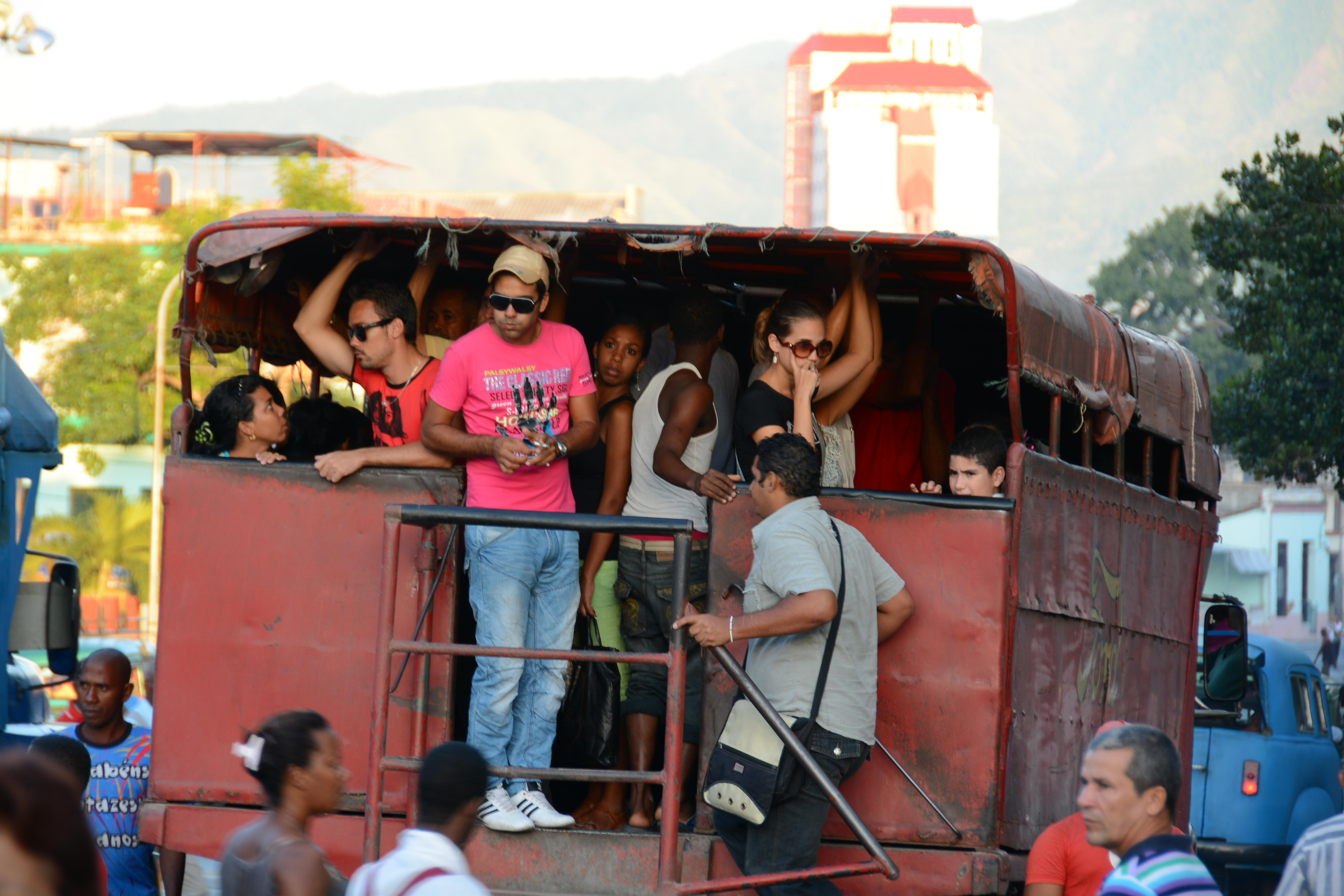
Typisch überfüllter zum Personentransport umgebauter LKW

Nachdem die spanische Stadt Sevilla ihre Flotte auf Erdgas-getriebene Busse umstellte, wurden die dort ausgemusterten IVECO-Busse an die Stadt Havanna gespendet. Diese, in hellem orange lackierten Busse tragen noch immer die Original-Aufschrift Transportes Urbanos de Sevilla, S.A.M., sowie Sevillas Stadtwappen.

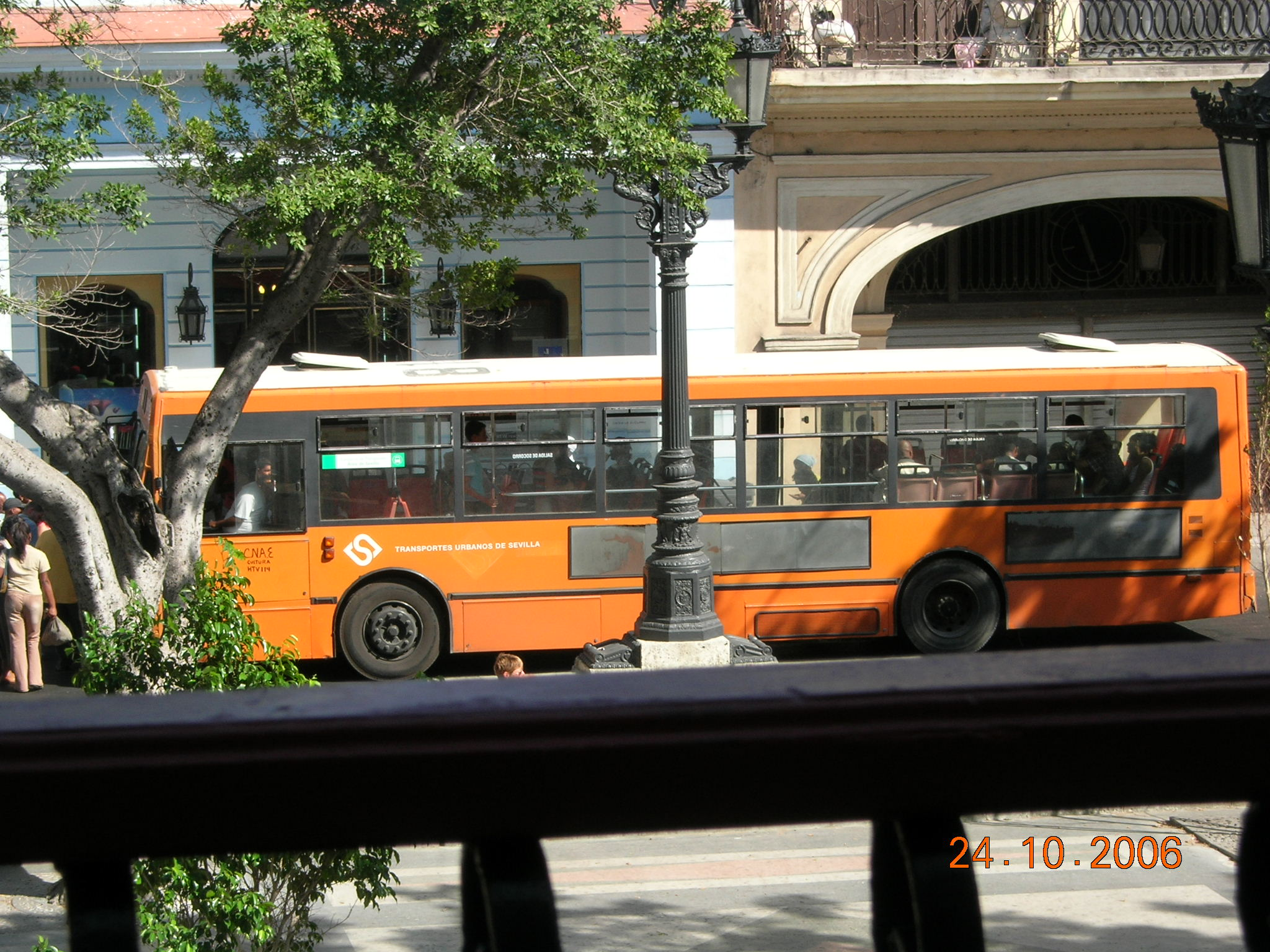
Ausgemusterter Bus aus Sevilla, der nun in Havanna verkehrt

Der damalige Vizepräsident des Staatsrates, Carlos Lage, gab 2007 bekannt, dass Kuba bis Ende des Jahres weitere 1142 Busse chinesischer Bauart für die Verbesserung des städtischen öffentlichen Personennahverkehrs importieren werde.

### Autokennzeichen
Ab Mai 2013 erfolgt eine Umstellung der alten, farbigen Kfz-Kennzeichen auf ein einheitliches Weiß mit blauem oder weißem Balken, ähnlich dem EU-Standard. Man verspricht sich dadurch eine Verringerung der Verwaltungs- und Produktionskosten.
| Neue Kennzeichen ab 2013 | Neue Kennzeichen ab 2013                |
| Buchstabe                | Erklärung                               |
| ------------------------ | --------------------------------------- |
| A                        | Verwaltung                              |
| C                        | Diplomatisches Korps                    |
| D                        | Diplomatisches Korps                    |
| E                        | Diplomatisches Korps                    |
| F                        | Fuerzas Armadas Revolucionarias (Armee) |
| K                        | Ausländer                               |
| M                        | Innenministerium                        |
| T                        | Mietwagen für Touristen                 |

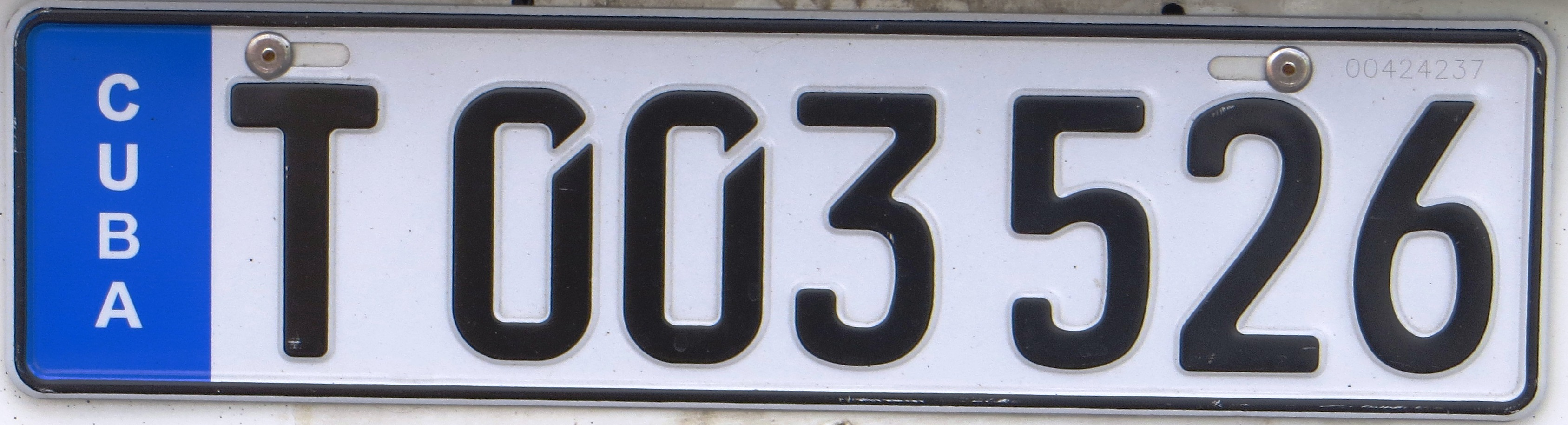
Ab Mai 2013 gültiges Kennzeichen für Leihwagen

Die alten, noch für eine Übergangszeit bis ca. Anfang 2015 gültigen Kennzeichen, sind:

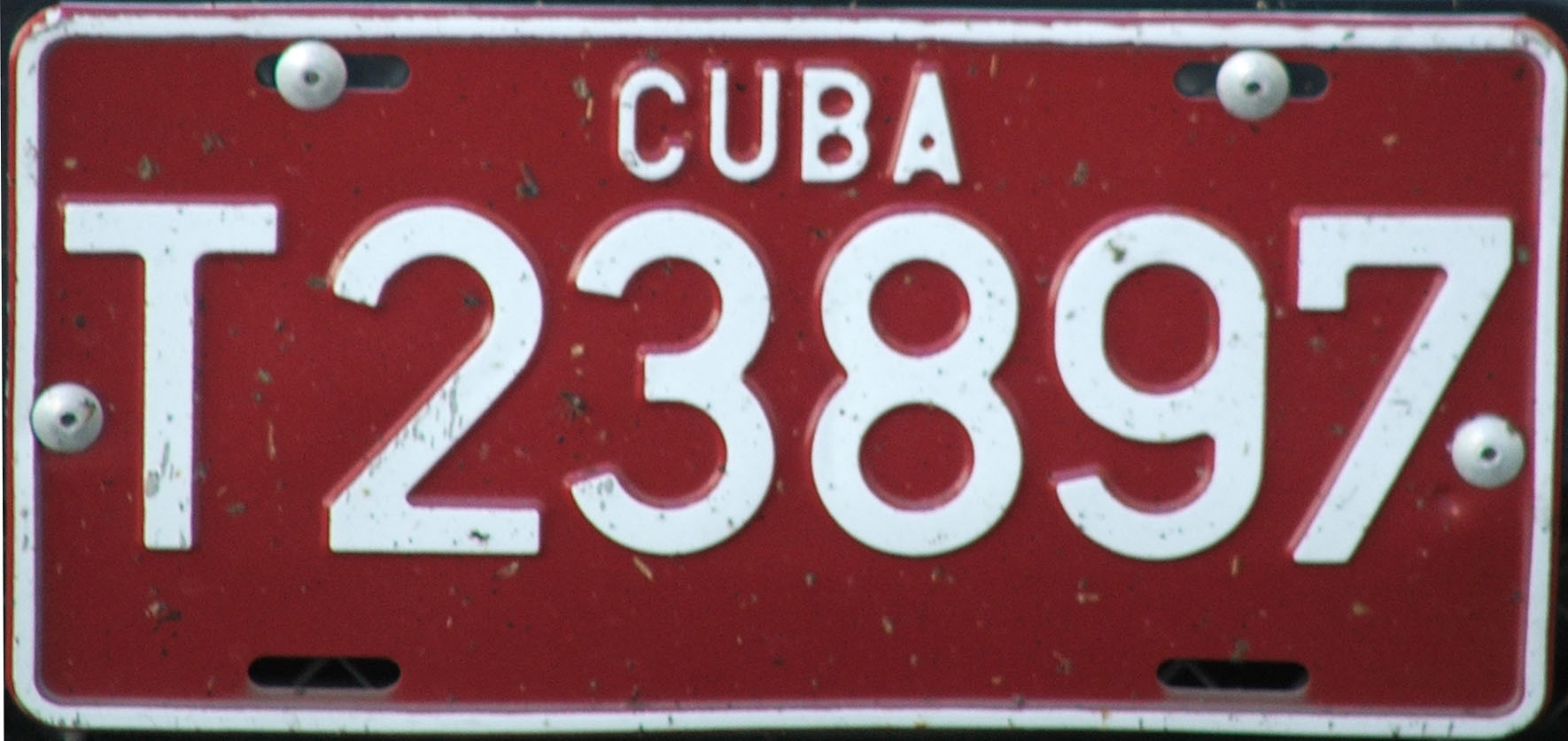
Altes rotes Kennzeichen für Mietwagen

| Alte Kennzeichen bis 2013 | Alte Kennzeichen bis 2013 |
| Farbe                     | Erklärung                 |
| ------------------------- | ------------------------- |
| schwarz                   | Diplomaten                |
| weiß                      | Minister                  |
| gelb                      | Privatfahrzeug            |
| blau                      | staatliches Fahrzeug      |
| grün                      | Armee                     |
| orange                    | ausländische Unternehmer  |

## Schiffsverkehr

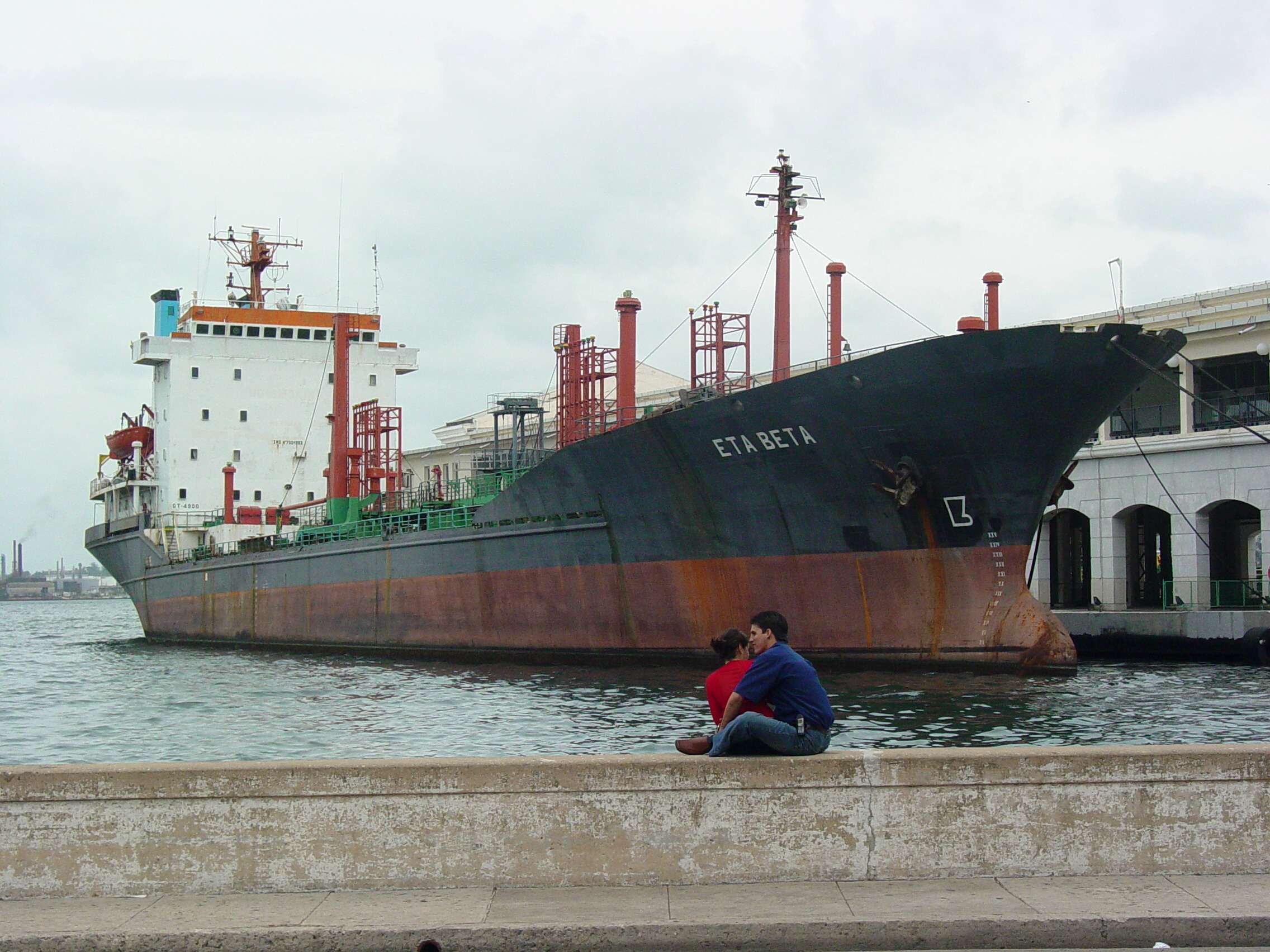
Schiff im Hafen von Havanna

Das schiffbare Flussnetz beträgt insgesamt 240 km.

### Häfen
Wichtige Seehäfen:
- Cienfuegos
- Havanna
- Manzanillo
- Mariel
- Matanzas
- Nuevitas
- Santiago de Cuba

### Handelsflotte
Gesamtflotte: 13 Schiffe mit 1000 BRT oder mehr, insgesamt 54.818 BRT
Schiffstypen:
- Massengutfrachter: 3
- Frachtschiffe: 4
- Gas-Tankschiffe: 1
- Öltanker: 3
- Gefrierfrachter: 2

In anderen Ländern registrierte Schiffe: 35 (Schätzung: 2003)

## Flugverkehr

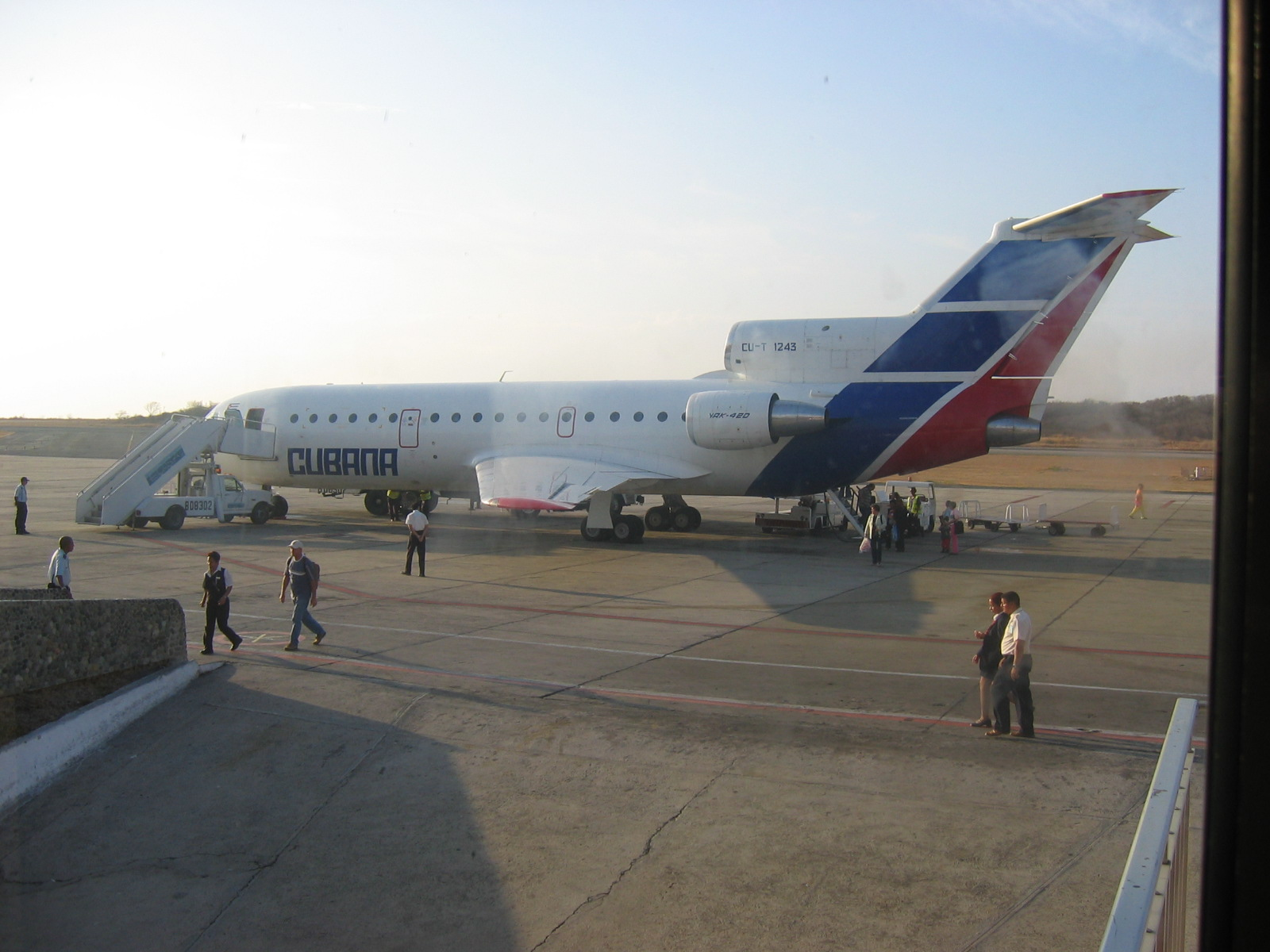
Eine YAK-42 der Cubana in Santiago de Cuba

### Fluggesellschaften
Neben der staatseigenen Fluggesellschaft (Cubana de Aviación) gibt es noch zwei weitere größere Fluggesellschaften: Aerocaribbean und Aerogaviota. Beide fliegen mit modernen europäischen oder russischen Flugzeugen.

### Flughäfen
Im Jahre 2003 gab es in Kuba geschätzte 170 Flughäfen.

#### Flughäfen mit befestigter Landebahn
- Gesamt: 79
- Länge der Landebahnen:
  - über 3047 m: 7
  - 2438 bis 3047 m: 9
  - 1524 bis 2437 m: 20
  - 914 bis 1523 m: 6
  - unter 914 m: 37

#### Flughäfen mit unbefestigter Landebahn
- Gesamt: 91
- Länge der Landebahnen:
  - 914 bis 1523 m: 29
  - unter 914 m: 62